# لويس أبليبي
لويس أبليبي (بالإنجليزية: Louis Appleby)‏ الحاصل على رتبة الإمبراطورية البريطانية هو أستاذ بريطاني في الطب النفسي يقود إستراتيجية منع الانتحار الوطني لإنجلترا ويوجه التحقيق السري الوطني في الانتحار والقتل من قِبًل الأشخاص الذين يعانون من مرض عقلي. يديرأبليبي مركز الصحة النفسية والسلامة العقلية في جامعة مانشستر.

## الحياة المهنية
درس أبليبي الطب في جامعة إدنبرة وتدرّب في الطب النفسي في معهد الطب النفسي في لندن.
يعتبر أبليبي أول مدير وطني للجنة الصحة العقلية في حكومة المملكة المتحدة (من عام 2000 إلى عام 2010، ثم أول مدير سريري وطني للصحة والعدالة الجنائية من عام 2010 حتى عام 2014). شارك أبليبي أيضًا في تطوير تحسين الوصول إلى العلاجات النفسية. يعتبر الناشط في الصحة النفسية بيت شونيسي وآخرون أن أبلبي يلعب دور القيصر في الصحة النفسية.
يعتبر أبليبي مدير غير تنفيذي للجنة جودة الرعاية.
أعلن أبليبي في شباط / فبراير 2015 على تويتر أنه قد انسحب من تقديم عرض تقديمي إلى وزارة العدل بعد إخباره بعدم ذكر أعداد الموظفين المتدنية عند مناقشة ارتفاع معدل الانتحار في السجون؛ كان يدعمه في ذلك الحين وزير العدل صادق خان.
تم تعيين أبليبي في ديسمبر 2015 من قِبَل المجلس الطبي العام لتحسين كيفية التعامل مع الأطباء المعرضين للخطر أو المعرضين للخطر عند التحقيق لتحديد لياقتهم لممارسة الطب؛ حيث ذكر في أبريل 2016 أنه ينبغي تخفيض عدد التحقيقات من قبل وزارة الصحة لصالح القرار المحلي، وأنه ينبغي أن تتوقف التحقيقات «مؤقتًا» إذا كان السبب مشكلة صحية تتطلب العلاج.